# Ostentació de virtut
L'ostentació de virtut o presumpció moral (virtue signaling, en anglès) es refereix a l'excessiva exhibició de determinats valors morals, a fi de millorar la pròpia imatge. En particular, al·ludeix a l'actitud de les persones que mostren un compromís social amb alguna causa en públic i en les xarxes socials, però que després no fan res més per a canviar la situació que denuncien.

## Història
Segons The Guardian, el terme virtue signaling s'ha utilitzat com a mínim des del 2004 i va aparèixer en treballs acadèmics religiosos el 2011 i el 2010. Segons un article publicat a The Spectator el 2015, se li atribueix sovint l’origen del terme al periodista britànic James Bartholomew. Bartholomew va reclamar el crèdit per la seva creació en articles posteriors. L'editora de Merriam-Webster, Emily Brewster, descriu l'ostentació de virtut com una contrapartida amb un so acadèmic del terme humblebrag, un terme encunyat per Harris Wittels el 2010.
Els psicòlegs Jillian Jordan i David Rand argumenten que l'ostentació de virtut és separable de la indignació autèntica cap a una creença particular, però que en la majoria dels casos les persones que fan ostentació de virtut experimenten alhora una indignació de debò. El lingüista David Shariatmadari argumenta, a The Guardian, que el fet d’acusar algú d'ostentació de virtut és un acte d'ostentació de virtut en si mateix i que el seu ús excessiu com a atac ad hominem durant el debat polític l’ha convertit en una paraula de moda política sense sentit. Zoe Williams, que també escrivia per a The Guardian, va suggerir que la frase era "la seqüela insultant a "socialista de xampany"".

## Ús
L'ostentació de virtut va augmentar en popularitat com a terme pejoratiu, denunciant actes buits de compromís públic (com el slacktivisme i l’altruisme patològic) a causes bones excepcionals. L'ostentació de virtut pot incorporar alguns o tots els elements que es troben en la correcció política, la justícia social i la superioritat moral. L’article original de Bartholomew descriu l'ostentació de virtut com un acte públic amb un cost associat molt reduït que pretén informar els altres de l’adhesió a un assumpte socialment acceptable.

### Mitjà de comunicació social
Angela Nagle al seu llibre Kill All Normies va descriure les reaccions d’Internet al vídeo viral de Kony 2012 com "allò que ara podríem anomenar 'ostentació de virtut'" i que "els cicles habituals de mostres d'indignació en línia van començar com s'esperava amb una inevitable virtut competitiva assenyaladora" després de l'assassinat de Harambe. BD McClay va escriure a The Hedgehog Review que l'ostentació de virtut va prosperar especialment a les comunitats en línia. Era inevitable en les interaccions digitals, perquè mancaven de les qualitats de la vida fora de línia, com l'espontaneïtat. Quan hom omplia una llista dels seus llibres preferits per a Facebook, se solia ser conscient del que deia aquesta llista sobre un mateix.
Blackout Tuesday és una acció col·lectiva destinada a combatre el racisme i la brutalitat policial que es va dur a terme el 2 de juny de 2020, en gran part per empreses i famosos a través de les xarxes socials en resposta a les matances de diversos negres per part de policies, va ser criticada com a forma d'ostentació de virtut per la "manca de claredat i direcció" de la iniciativa.

### Màrqueting
A més dels particulars, les empreses també han estat acusades d'ostentació de virtut en màrqueting, relacions públiques i comunicació de marca. S'ha descrit un consum notable com una forma d'ostentació de virtut del consumidor i el biaix preconcebut dels usuaris finals pot complicar la recopilació de dades empresarials.